# Xã Meadow Brook, Quận Cass, Minnesota
Xã Meadow Brook (tiếng Anh: Meadow Brook Township) là một xã thuộc quận Cass, tiểu bang Minnesota, Hoa Kỳ. Năm 2010, dân số của xã này là 226 người.